# Isaiah Davis
Isaiah Davis (Joplin, 21 febbraio 2002) è un giocatore di football americano statunitense che milita nel ruolo di running back per i New York Jets della National Football League (NFL).

## Carriera

### New York Jets
Al college Davis giocò a South Dakota State dal 2020 al 2023, vincendo due campionati FCS consecutivi e venendo premiato come FCS All-American nell'ultima stagione. Fu scelto nel corso del quinto giro (173º assoluto) del Draft NFL 2024 dai New York Jets. Debuttò come professionista subentrando nel Monday Night Football del primo turno contro i San Francisco 49ers. Due settimane dopo corse le prime tre volte guadagnando sei yard, nella vittoria sui New England Patriots. La sua prima stagione si chiuse con 174 yard, un touchdown su corsa e uno su ricezione disputando tutte le 17 partite, nessuna delle quali come titolare.